# Rainer Schmidt
Rainer Schmidt, nemški smučarski skakalec, * 1. avgust 1948, Langewiesen, Vzhodna Nemčija.
Schmidt je nastopil na Zimskih olimpijskih igrah 1972 v Saporu, kjer je osvojil bronasto medaljo na veliki skakalnici in petnajsto mesto na srednji. Na Svetovnem prvenstvu v poletih 1975 na Kulmu je osvojil srebrno medaljo, v sezoni 1972/73 pa je zmagal na Novoletni turneji.